# 争取社会主义工人联盟

争取社会主义工人联盟标志

争取社会主义工人联盟（西班牙語：Liga de Trabajadores por el Socialismo，缩写为LTS）是委内瑞拉的一个托洛茨基主义组织。该组织成立于2008年。该组织参加过许多工人斗争，并且一直反对乌戈·查韦斯和尼古拉斯·马杜罗政府。该组织的意识形态是共产主义、马克思主义、托洛茨基主义。该组织的政治立场是极左翼。该组织的青年翼是“革命反资本主义青年—路障”。该组织出版刊物《关键工人》。该组织是托洛茨基主义派—第四国际的支部。